# Andreï Korneïev
Andreï Nikolaïevitch Korneïev (russe : Андре́й Никола́евич Корне́ев), né le 10 janvier 1974 et mort le 2 mai 2014, est un nageur russe spécialiste de la brasse.
Il participe aux Jeux olympiques d'été de 1996 et remporte la médaille de bronze dans l'épreuve du 200 m brasse. Un an auparavant, lors des championnats d'Europe qui se déroulent à Vienne en Autriche, il remporte l'or dans la même épreuve. Enfin, il remporte le titre européen en 1995 et en 1997 lors des championnats d'Europe avec l'équipe de Russie au sein du relais 4 × 100 m 4 nages. Il meurt le 2 mai 2014 à l'âge de 40 ans d'un cancer de l'estomac.

## Palmarès

### Jeux olympiques
- Jeux olympiques de 1996 à Atlanta,  États-Unis
  -  Médaille de bronze

### Championnats d'Europe
- 1995 à Vienne,  Autriche :  Médaille d'or (200 m brasse)
- 1995 à Vienne,  Autriche :  Médaille d'or (4 × 100 m 4 nages)
- 1997 à Séville,  Espagne :  Médaille d'or (4 × 100 m 4 nages)